# Młot (formacja świecowa)

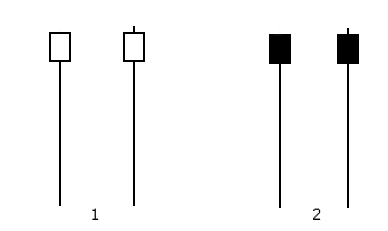
1. Młot lub wisielec z ceną zamknięcia powyżej ceny otwarcia.
2. Młot lub wisielec z ceną zamknięcia poniżej ceny otwarcia.

Młot (formacja młota) – formacja świecowa występująca w japońskich wykresach świecowych składającą się z jednej świecy, posiadająca długi dolny cień przy cenie zamknięcia bliskiej lub takiej samej co cena maksymalna. Formacja jest ważna kiedy następuje po zniżce, młot może zapowiadać wtedy odwrócenie trendu.
Nazwa tej formacji odnosi się do uformowanej przez rynek bazy, która jest tak mocna, że nie można jej rozbić nawet młotem.
Znaczenie młota określa długi dolny cień, który ukazuje aktywność kupujących niechcących zamknięcia świecy na danym poziomie cenowym. Młot tym samym bywa wyznacznikiem testowania linii wsparcia.
Analogiczną formacją przy trendzie zwyżkującym jest wisielec.

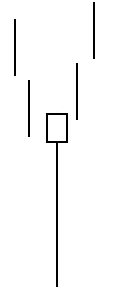
Formacja młota.